# Стадницкий, Георгий Вадимович
Гео́ргий Вади́мович Стадни́цкий (1934—2011) — советский и российский учёный, эколог.

## Биография
Родился в 1934 г. в поселке Ольгино Ленинградской области. В 1957 г. окончил лесохозяйственный факультет Лесотехнической академии по специальности инженера лесного хозяйства. Работал в Ленинградском НИИ лесного хозяйства.
В 1965 г. получил звание кандидата биологических наук в Московском лесотехническом технологическом институте, в 1968 — старший научный сотрудник по специальности «энтомология». В 1973 г. защитил в ЛТА диссертацию на звание доктора сельскохозяйственных наук.
Преподавал в Архангельском лесотехническом институте. В 1979 г. перешёл на преподавательскую работу профессором кафедры охраны природных ресурсов и окружающей среды в ЛТИ ЦБП (ныне — ВШТЭ СПбГУПТД), где читал курсы «Охрана окружающей среды», «Экология», «Почвоведение». В 1982 г. присвоено звание профессора. С 1986 г. — декан спец.факультета по переподготовке кадров. Был депутатом Ленсовета — Петросовета в 1990—1993 гг.
Г. В. Стадницкий подготовил 6 кандидатов биологических и сельскохозяйственных наук. Он неоднократно приглашался на обсуждение проблем экологии в Австрию, Германию, Финляндию и Голландию. Опубликовал более 330 статей и книг, в том числе — фундаментальный учебник «Экология» с грифом Министерства Российской Федерации (9 издание, 2007). Действительный член Международной академии наук Экологии и Безопасности жизнедеятельности по секции экологии и Международной академии «Информация, связь, управление в технике, природе, обществе». Почётный профессор Института экологии полярных стран.
Награждён Юбилейной медалью «300 лет Российскому флоту».
Г. В. Стадницкий — известный коллекционер Есенинианы. Со студенческих лет увлекается творчеством С. А. Есенина. Собрал сотни изданий произведений русского поэта на русском и других языках, монографии, журнальные и газетные публикации о творчестве Есенина. Его библиотека состояла более чем из 2000 книг, посвященных Сергею Есенину. Исключительную ценность этой коллекции придавало собрание редчайших прижизненных изданий произведений Есенина, в том числе уникальная первая книга «Радуница» (1916 г.), а также поэтические сборники и редкие журналы, в которых публиковались стихи поэта до 1926 года.